# Virginia Abernethy
Pour les articles homonymes, voir Abernethy.
 (janvier 2017).
Virginia Deane Abernethy, née à Cuba en 1934, est professeure émérite de psychiatrie et d'anthropologie américaine à l'école de médecine de l'Université Vanderbilt à Nashville, Tennessee.

## Biographie
Diplômée du collège Wellesley, de l'université Vanderbilt et de l'université Harvard, elle est membre de l'Association américaine pour l'avancement de la science qui publie l'hebdomadaire Science.
Abernethy se définit elle-même comme une « séparatiste ethnique ». Elle est désignée comme « une anthropologue au centre du mouvement intellectuel paléo-conservateur depuis plus de trente ans ».
Opposante déclarée à l'immigration, Abernethy a appelé à un moratoire complet sur l'immigration aux États-Unis. Elle affirme que les immigrés dévaluent la force de travail, gaspillent de rares ressources et que l'immigration depuis le tiers-monde présente un grave danger d'apport de maladies épidémiques pour les Américains.
Elle est la candidate à la vice-présidence des États-Unis (tandis que son colistier candidat à la présidence est Merlin Miller (en)) de l'American Third Position Party pour l'élection présidentielle américaine de 2012.

## Hypothèse fertilité-occasion
Les recherches d'Abernethy portent sur les conséquences de l'évolution de la population et de l'agriculture. Ses travaux les plus connus contestent la théorie de la transition démographique, selon laquelle le taux de fécondité des femmes diminue avec une meilleure éducation et un meilleur accès aux moyens de contraception.
À la place, elle a développé une « hypothèse fertilité-occasion » selon laquelle le taux de fertilité est fonction de la perspective des occasions économiques. Un corollaire à cette hypothèse est que le Programme alimentaire mondial à destination des pays en développement va seulement exacerber les problèmes de surpopulation. Elle a plaidé en faveur du microcrédit pour les femmes à la place de l'aide internationale car elle pense que le microcrédit permet d'améliorer leur vie sans que cela n'augmente la fertilité.
Elle s'est opposée à des programmes d'incitation au développement économique de pays moins développés en arguant qu'ils sont contre-productifs. Dans le numéro de décembre 1994 du Atlantic Monthly, elle a signé un article intitulé « Optimisme et surpopulation » dans lequel elle soutenait que « […] les efforts de réduction de la pauvreté encouragent souvent l'accroissement de la population, tout comme laisser la porte ouverte à l'immigration. Les subventions, les aubaines et la perspective d'occasions économiques lèvent l'immédiateté de la nécessité de conserver. Les mantras de la démocratie, de la redistribution et du développement économique augmentent les attentes et le taux de fécondité, promouvant l'accroissement de la population et raidissant ainsi une spirale écologique et économique descendante. »